# Laneuveville-en-Saulnois
Laneuveville-en-Saulnois là một xã trong vùng Grand Est, thuộc tỉnh Moselle, quận Château-Salins, tổng Delme. Tọa độ địa lý của xã là 48° 52' vĩ độ bắc, 06° 26' kinh độ đông. Laneuveville-en-Saulnois nằm trên độ cao trung bình là 290 mét trên mực nước biển, có điểm thấp nhất là 255 mét và điểm cao nhất là 342 mét. Xã có diện tích 6,49 km², dân số vào thời điểm 2005 là 232 người; mật độ dân số là 35,2 người/km². Xã nằm về phía đông nam của Metz, thuộc Pháp từ năm 1661.

## Thông tin nhân khẩu
| 1962 | 1968 | 1975 | 1982 | 1990 | 1999 |
| ---- | ---- | ---- | ---- | ---- | ---- |
| 167  | 167  | 131  | 129  | 139  | 184  |